# Дуб'янщина
Дуб'я́нщина — село в Україні, у Зіньківській міській громаді Полтавського району Полтавської області. Населення становить 54 осіб. До 2020 орган місцевого самоврядування — Новоселівська сільська рада.

## Географія
Село Дуб'янщина знаходиться за 1,5 км від лівого берега річки Мужева Долина, вище за течією на відстані 2,5 км розташоване село Арсенівка, нижче за течією на відстані 0,5 км розташоване село Новоселівка, на протилежному березі — село Василе-Устимівка. По селу протікає пересихаючий струмок з загатою.

## Історія
Судячи з метричних книг і сповідних розписів церкви св. Михаїла (село Загрунівка), до приходу якої була приписана Дуб'янщина, хутір з такою назвою існував ще у XVIII столітті.
Ранній період історії хутора Дуб'янщина («Ульяновка (Дублянская)», «хутор Дублянской») пов'язаний з представницею однієї з гілок роду поміщиків Рощаковських — Уляною Василівною, що вийшла заміж за штабс-ротмістра Василя Федоровича Дублянського (08.09.1817-?). У неї був син Василь Васильович (12.08.1839-?). Уляна Василівна мала в Лютеньці 100 душ, у своєму хуторі Улянівка — 60 душ кріпосних. 1883 року вона мала в селі Улянівці 832 десятини землі, 2 козаки в неї орендували 92 десятини на 2 роки. У центральній частині повіту один міщанин орендував у цієї панії 400 десятин на 3 роки. Умови оренди — половина землі віддавалась під сінокоси, інша — на свій розсуд. Уляна Василівна, судячи з примітки в «Сборнике по хозяйственной статистике Полтавской губернии», не проживала в своєму селі, оскільки ці дані «за відсутності власниці, взято з планів».
Жертвами голодомору 1932—1933 років стало 7 осіб.

## Населення

### Мова
Розподіл населення за рідною мовою за даними перепису 2001 року:
| Мова       | Кількість | Відсоток |
| ---------- | --------- | -------- |
| українська | 53        | 98.15%   |
| російська  | 1         | 1.85%    |
| Усього     | 54        | 100%     |